# Duplessis (mini-série)
Pour l’article homonyme, voir Duplessis.
Duplessis est une mini-série biographique québécoise de sept épisodes de 51 minutes réalisée par Mark Blandford, scénarisée par Denys Arcand, et diffusée du 8 février au 22 mars 1978 à la Télévision de Radio-Canada.

## Synopsis
Se déroulant entre 1936 et 1959, cette série relate la vie de Maurice Duplessis, premier ministre du Québec de 1936 à 1939 et de 1944 à sa mort en 1959.

## Fiche technique
- Scénariste : Denys Arcand
- Réalisation : Mark Blandford
- Société de production : Société Radio-Canada

## Distribution
- Jean Lapointe : Maurice Duplessis
- Camille Ducharme : Louis-Alexandre Taschereau
- Marcel Sabourin : Joseph-Damase Bégin
- Donald Pilon : Gérald Martineau
- Léopold Laverdière : Léopold Laverdière
- Roger Blay : Adélard Godbout
- Patricia Nolin : Auréa Cloutier
- Jean Brousseau : Paul Gouin
- Guy Provost : Ernest Lapointe
- Roger Garand : Cardinal Villeneuve
- Francine Tougas : Madeleine Parent
- Michel Forget : Hilaire Beauregard
- Raymond Cloutier : Daniel Johnson
- Gabriel Arcand : Ti-Bi Chamberland
- Yvan Canuel : Mgr Georges Cabana
- Gilles Renaud : Paul Sauvé
- Claude Grisé : John Samuel Bourque
- Yvon Bouchard : Maurice Hamelin
- René Caron : Onésime Gagnon
- Gilbert Comtois : J.A. Côté
- Robert Desroches : Sylvio Dufresne
- Denis Drouin : Émile Tétreault
- J. Léo Gagnon : Louis-Arthur Richard
- Pat Gagnon : Paul Benoît
- Jacques Galipeau : Léon Casgrain
- Henry Gamer : Jules Timmins
- Julien Genay : Hubert de Rosnay
- Renée Girard : Étiennette Bureau
- Pierre Gobeil : François Leduc
- Georges Groulx : Henri Gagnon
- Terry Haig : Jim Kilpatrick
- Michael Kane : Joseph H. Thompson
- Budd Knapp : Peter Bercovitch
- Guy L'Écuyer : Antonio Élie
- Yves Létourneau : Philippe Hamel
- Hélène Loiselle : Mère Marie du Saint-Esprit
- Pauline Martin : Garde Monique Thivierge
- Walter Massey : George Carlyle Marler
- Jean-Pierre Masson : Irénée Vautrin
- Jean Mathieu : Eugène Fiset
- Huguette Oligny : Sœur Saint-Rémy
- Jean-Louis Paris : Antoine Taschereau
- Jean Perraud :  Édouard Masson
- Patrick Peuvion : Père Marcel Champagne
- Claude Préfontaine : Frédérick Monk
- Philippe Robert : Lucien Moraud
- Gilles Rochette : Omer Côté
- Jean-Louis Roux : Charles Lanctôt
- Septimiu Sever : Horst Rosmus
- Jacques Tourangeau : Oscar Drouin
- Gisèle Trépanier : Mme A. Gravel
- Serge Turgeon : Maurice Custeau
- Gérard Arthur : Yves Rouleau
- Vincent Bilodeau : Louis Pelisson
- Rolland Bédard : Maurice Thinel
- Lucille Bélair : Gabrielle Duplessis
- Jacinthe Chaussé : Louise Toupin
- Pierre Daigneault : Camille Pouliot
- Jacques Desbaillets : Lucien Larue
- Benoît Dufour : Gérard Thibault
- Bertrand Gagnon : J.E. Perrault
- Anthony Jurak : Walter Duchesnay
- Jacques L'Heureux : Éloi Leblond
- René Lacourse : Lucien Tremblay
- Jean-Pierre Leduc : Henri Nadeau
- Yvon Lefebvre : Édouard Bureau
- André Lortie : Omer Rinfret
- Gilles Marsolais : Jacques Bureau
- Earl Pennington : J.E. Alfred
- Serge Allaire : Suppliant
- Yves Allaire : Policier
- Don Arrès : Libéral
- Oriel Barrette : Prêtre
- Roger Baulu : Annonceur
- Mario Benoît : Barbier
- Arthur Bergeron : Photographe
- Raymond Bernard : Ministre
- Alain Bertrand : Journaliste
- André Bertrand : Unioniste
- Fernand Biondi : Annonceur
- Catherine Blanche : Religieuse
- Jean-Jacques Blanchet : Photographe
- Guy Bouchard : Ministre
- Étienne Bouchard : Libéral
- Marc-Olivier Brousseau : Libéral
- Géo T. Bélisle : Partisan
- Antoine Castonguay : Unioniste
- Jean-Claude Charbonneau : Journaliste
- Réal Charette : Policier
- Jean Chevalier : Journaliste
- Christian Chiosa : Ministre
- Normand Chouinard : Unioniste
- Marie Codebecq : Religieuse
- Paul Cormier : Unioniste
- Pierre Curzi : Reporter
- Michel Daigle : Unioniste
- Louis Dallaire : Garçon d'hôtel
- Christian Darnel : Chauffeur
- Jean-Paul Dazé : Suppliant
- Pascal DesGranges : Photographe
- Phil Desjardins : Ministre
- Hervé Doucet : Unioniste
- Omer Duranceau : Libéral
- Jean-Pierre Favreau : Journaliste
- Marcel Fournier : policier
- Pierre-André Fournier : Suppliant
- Gaston Gagnon : Libéral
- Paul-Émile Gamache : Libéral
- Michel George : Libéral
- Pierre Giard : Policier
- Marcel Gingras : Libéral
- Gaétan Girard : Unioniste
- Robert Godin : Unioniste
- Blaise Gouin : Libéral
- Arthur Grosser : Journaliste
- Robert Guertin : Libéral et greffier
- Raymond Guilbault : Libéral
- Marcel Huard : Suppliant
- René Jourdain : Libéral
- Jean-Paul Kingsley : Ministre
- Raymond L'Heureux : Unioniste
- Jean Labelle : Suppliant
- Gaétan Lafrance : Ouvrier
- Armand Laroche : Journaliste
- Jean-Guy Latour : Policier
- Robert Lavoie : Partisan
- Lyne-Laurette LeBrun : Religieuse
- José Ledoux : Sténographe
- Raymond Legault : Technicien
- Pierre Lenoir : Ouvrier
- Gaston Lepage : Figurant
- Roger Lessard : Ministre
- Jean-Pierre Légaré : Unioniste
- Jacqueline Magdelaine : Infirmière
- Michel Mailhot : Journaliste
- Édouard Montpetit : Photographe
- Michel Morin : Journaliste
- Rock Ménard : Prêtre
- Malcolm Nelthorpe : Libéral
- Robert Piédalue : Ministre

## Épisodes
1. Les comptes publics
2. L'Union nationale
3. L'échec
4. La retraite
5. Le pouvoir
6. Herr Kanzler Duplessis
7. La fin